# 三河城 (密歇根州)
三河城是一個位於美國密歇根州聖約瑟夫縣的城市。

## 人口
根據2020年美國人口普查的數據，三河城的面積為15.10平方千米，當中陸地面積為14.40平方千米，而水域面積為0.70平方千米。當地共有人口7973人，而人口密度為每平方千米528人。